# غرسنية إسفينية الأوراق
غرسنية إسفينية الأوراق (الاسم العلمي:Garcinia cuneifolia) هي نوع من النباتات تتبع جنس الغرسنية من فصيلة الكلوزية.